# Brent Gretzky
Brent Gretzky, född 20 februari 1972, är en kanadensisk före detta professionell ishockeyspelare och bror till Wayne och Keith Gretzky. Han spelade en kort tid i National Hockey League (NHL) för Tampa Bay Lightning.

## Spelarkarriär
Gretzky lärde sig att spela ishockey av sin far Walter. Som ung spelade han turneringar i Quebec 1985 och 1986, med ett juniorlag från Brantford.
Gretzky draftades som 49:a av Tampa Bay Lightning i NHL Entry Draft 1992. Han nådde dock inte samma framgångar som sin bror Wayne.
Under Brents 13 spelade matcher med Tampa Bay spelade han en gång mot Wayne.
Tillsammans innehar Wayne och Brent NHL-rekordet för flest kombinerade poäng av två bröder - 2 857 för Wayne och 4 för Brent, och är tvåa i totala poäng av bröder (efter de sex bröderna i familjen Sutter som tillsammans gjorde 2 934 NHL-poäng - 73 mer än Wayne och Brent).
Efter sin korta vistelse i Tampa Bay, spelade Gretzky i International Hockey League, American Hockey League och United Hockey League. Han spelade även för EC Graz Österrike 1997-98. Den 6 juni 2006 meddelade Elmira Jackals att de hade värvat Gretzky från Motor City Mechanics. Gretzky spelade aldrig för Elmira, och hans säsong med Mechanics var hans sista som proffs. 2006 delgavs Gretzky och fyra andra spelare från Danbury Trashers, stämningar av FBI i dess utredning av ägaren James Galantes affärsförbindelser.
2008 spelade Gretzky sex matcher för hans hemstads lagBrantford Blast Major League Hockey, som kom att vinna Allan Cup 2008, varefter Gretzky drog sig tillbaka.
Gretzky tjänstgör nu som polis vid Ontario Provincial Police.

## Statistik
| 1987–88    | Brantford Classics AAA | Midget     | 40  | 49  | 70  | 119 | —   | —  | —  | —  | —  | —  |
| 1987–88    | Brantford Classics     | MWJHL      | 14  | 4   | 11  | 15  | 2   | —  | —  | —  | —  | —  |
| 1988–89    | Brantford Classics     | MWJHL      | 40  | 29  | 47  | 76  | 57  | —  | —  | —  | —  | —  |
| 1989–90    | Belleville Bulls       | OHL        | 66  | 15  | 32  | 47  | 30  | 11 | 0  | 0  | 0  | 2  |
| 1990–91    | Belleville Bulls       | OHL        | 66  | 26  | 56  | 82  | 25  | 6  | 3  | 3  | 6  | 2  |
| 1991–92    | Belleville Bulls       | OHL        | 62  | 43  | 78  | 121 | 37  | —  | —  | —  | —  | —  |
| 1992–93    | Atlanta Knights        | IHL        | 77  | 20  | 34  | 54  | 84  | 9  | 3  | 2  | 5  | 8  |
| 1993–94    | Atlanta Knights        | IHL        | 54  | 17  | 23  | 40  | 30  | 14 | 1  | 1  | 2  | 2  |
| 1993–94    | Tampa Bay Lightning    | NHL        | 10  | 1   | 2   | 3   | 2   | —  | —  | —  | —  | —  |
| 1994–95    | Atlanta Knights        | IHL        | 67  | 19  | 32  | 51  | 42  | 5  | 4  | 1  | 5  | 4  |
| 1994–95    | Tampa Bay Lightning    | NHL        | 3   | 0   | 1   | 1   | 0   | —  | —  | —  | —  | —  |
| 1995–96    | St. John's Maple Leafs | AHL        | 68  | 13  | 28  | 41  | 40  | 4  | 0  | 6  | 6  | 0  |
| 1996–97    | Pensacola Ice Pilots   | ECHL       | 22  | 9   | 15  | 24  | 4   | 12 | 5  | 8  | 13 | 4  |
| 1996–97    | Las Vegas Thunder      | IHL        | 40  | 5   | 12  | 17  | 8   | —  | —  | —  | —  | —  |
| 1996–97    | Quebec Rafales         | IHL        | 1   | 0   | 0   | 0   | 0   | —  | —  | —  | —  | —  |
| 1997–98    | EC Graz                | AL         | 16  | 6   | 24  | 30  | 28  | 3  | 2  | 3  | 5  | 0  |
| 1997–98    | EC Graz                | AUT        | 18  | 11  | 16  | 27  | 8   | —  | —  | —  | —  | —  |
| 1998–99    | Hershey Bears          | AHL        | 6   | 2   | 2   | 4   | 2   | —  | —  | —  | —  | —  |
| 1998–99    | Chicago Wolves         | IHL        | 39  | 9   | 19  | 28  | 15  | 3  | 0  | 1  | 1  | 0  |
| 1998–99    | Asheville Smoke        | UHL        | 32  | 28  | 42  | 70  | 29  | —  | —  | —  | —  | —  |
| 1999–00    | Chicago Wolves         | IHL        | 2   | 0   | 0   | 0   | 0   | —  | —  | —  | —  | —  |
| 1999–00    | Asheville Smoke        | UHL        | 74  | 36  | 92  | 128 | 68  | 2  | 1  | 2  | 3  | 0  |
| 2000–01    | Port Huron Border Cats | UHL        | 9   | 0   | 8   | 8   | 18  | —  | —  | —  | —  | —  |
| 2000–01    | Fort Wayne Komets      | UHL        | 61  | 16  | 58  | 74  | 22  | 7  | 5  | 3  | 8  | 2  |
| 2001–02    | Fort Wayne Komets      | UHL        | 73  | 21  | 55  | 76  | 35  | —  | —  | —  | —  | —  |
| 2002–03    | Port Huron Beacons     | UHL        | 45  | 31  | 29  | 60  | 12  | 3  | 3  | 0  | 3  | 2  |
| 2003–04    | Port Huron Beacons     | UHL        | 61  | 43  | 38  | 81  | 10  | 9  | 4  | 13 | 17 | 26 |
| 2004–05    | Danbury Trashers       | UHL        | 37  | 13  | 25  | 38  | 8   | —  | —  | —  | —  | —  |
| 2005–06    | Motor City Mechanics   | UHL        | 66  | 15  | 65  | 80  | 12  | 4  | 1  | 1  | 2  | 0  |
| 2005–06    | Belleville Macs        | EOSHL      | 23  | 11  | 15  | 26  | 25  | 4  | 2  | 2  | 4  | 18 |
| 2006–07    | Marmora Lakers         | EOSHL      | 18  | 7   | 23  | 30  | 8   | 5  | 4  | 4  | 8  | 2  |
| 2007–08    | Brantford Blast        | MLH        | 2   | 0   | 0   | 0   | 2   | 4  | 1  | 0  | 1  | 4  |
| 2007–08    | Marmora Lakers         | EOSHL      | 1   | 0   | 0   | 0   | 0   | —  | —  | —  | —  | —  |
| 2007–08    | Brantford Blast        | AC         | —   | —   | —   | —   | —   | 5  | 1  | 4  | 5  | 2  |
| IHL totalt | IHL totalt             | IHL totalt | 280 | 70  | 120 | 190 | 179 | 31 | 8  | 5  | 13 | 14 |
| UHL totalt | UHL totalt             | UHL totalt | 458 | 203 | 412 | 615 | 214 | 25 | 14 | 19 | 33 | 30 |
| NHL totalt | NHL totalt             | NHL totalt | 13  | 1   | 3   | 4   | 2   | —  | —  | —  | —  | —  |